# Суфи, Махмуд
Махмуд Яссен Суфи (араб. محمود ياسين صوفي‎; 20 октября 1971, Буръо — 2 июня 2019) — катарский футболист, нападающий. Участник летних Олимпийских игр 1992 года.

## Биография
Махмуд Суфи родился 20 октября 1971 года в сомалийском городе Буръо (сейчас де-факто в Сомалиленде).
Играл в футбол на позиции нападающего. В 1988—1998 годах грал за катарский «Аль-Иттихад» из Дохи. В сезоне-1990/91 с 10 голами стал лучшим снайпером чемпионата Катара.
В 1998—2000 годах выступал за «Аль-Араби» из Дохи, с которым в сезоне-1999/2000 стал бронзовым призёром чемпионата Катара, забив 8 мячей.
В 1988—1998 годах провёл за сборную Катара 82 матча, забил 31 мяч. Дебютным стал поединок 3 марта 1988 года в Эр-Рияде в рамках Кубка наций Персидского залива против Кувейта (1:1), в котором Суфи сыграл 90 минут.
В составе сборной Катара завоевал три медали Кубка наций Персидского залива — серебряные в 1990 году в Кувейте и в 1996 году в Омане, золотую в 1992 году в Катаре. В 1998 году в Катаре стал серебряным призёром Кубка арабских наций.
В 1992 году вошёл в состав сборной Катара по футболу на летних Олимпийских играх в Барселоне, занявшей 8-е место. Играл на позиции нападающего, провёл 4 матча, забил 1 мяч в ворота сборной Колумбии.
Умер 2 июня 2019 года.

## Достижения

### Командные
Аль-Иттихад
- Бронзовый призёр чемпионата Катара: 1999/2000

Катар
- Обладатель Кубка наций Персидского залива: 1992
- Серебряный призёр Кубка наций Персидского залива (2): 1990, 1996
- Серебряный призёр Кубка арабских наций: 1998

### Личные
Аль-Иттихад
- Лучший снайпер чемпионата Катара: 1990/91